# تريفينتو

تري فيني.

Triveneto ( النطق الإيطالي: ‎[triˈvɛːneto]‏ )، أو Tre Venezie ( pronounced ‎[ˈtre vveˈnɛttsje]‏ ) ( Venetian (بالألمانية: Venetien)‏، هي منطقة تاريخية في إيطاليا. تضمنت المنطقة ما سيصبح المناطق الإيطالية الثلاث وهي فينيسيا يوجانيا وفينيسيا جوليا وفينيسيا ترايدنتينا.  سميت هذه المنطقة باسم المنطقة الرومانية لفينيتيا وإيستريا.
وغالبًا ما يشار إلى هذه المنطقة أيضًا باسم شمال شرق إيطاليا أو ببساطة شمال شرق،  بإيطالية Italia nord-orientale أو Nord-Est.
في الوقت الحاضر، يتم استخدام الاسم Triveneto في اللهجات الإيطالية الشمالية، في حين أن العنوان الأصلي لا يزال قيد الاستخدام في اللغة النابولية واللهجات الإيطالية الجنوبية، ويشمل المناطق الإيطالية الثلاث وهي فينيتو وفريولي فينيتسيا جوليا وترينتينو ألتو أديجي / Südtirol: أي مقاطعات بيلونو، بولزانو، غوريزيا ، بادوا، بوردينوني، روفيغو، ترينتو، تريفيزو، تريست، أوديني، البندقية، فيرونا، وفيتشنزا. هذه المنطقة هي أيضا منطقة الكنسية الكاثوليكية في تريفينيتو. 